# Mercês (kommun)
Mercês är en kommun i Brasilien.   Den ligger i delstaten Minas Gerais, i den sydöstra delen av landet, 800 km sydost om huvudstaden Brasília. Antalet invånare är 10 372. Arean är 353 kvadratkilometer.
Terrängen i Mercês är huvudsakligen kuperad, men åt nordväst är den platt.
Omgivningarna runt Mercês är huvudsakligen savann. Runt Mercês är det ganska tätbefolkat, med 67 invånare per kvadratkilometer.